# Iglesia de Santa Lucía (Mancor del Valle)
El oratorio de Santa Lucía es una pequeña iglesia medieval en la cima de una colina del término de Mancor del Valle. Se documenta el 1275 y, hasta principios del siglo XVII, fue el centro de culto para los núcleos de Mancor, Biniarroi, Massanella y Biniatzar. Ha sido objeto de importantes reformas a lo largo de la historia, a pesar de conservar buena parte de sus características originales. En el siglo XX se le ha adosado un gran edificio que ha sido destinado a actividades espirituales por parte de las congregaciones religiosas que lo han regentado desde aquel siglo.